# Березняківська сільська рада (Смілянський район)
Березнякі́вська сільська́ ра́да — адміністративно-територіальна одиниця та орган місцевого самоврядування у Смілянському районі Черкаської області. Адміністративний центр — село Березняки.

## Загальні відомості
- Населення ради: 2 505 осіб (станом на 2001 рік)

## Населені пункти
Сільській раді були підпорядковані населені пункти:
- с. Березняки

## Склад ради
Рада складалася з 16 депутатів та голови.
- Голова ради:
- Секретар ради: Срібна Наталія Анатоліївна

### Керівний склад попередніх скликань
| Прізвище, ім'я, по батькові | Основні відомості                      | Дата обрання | Дата звільнення |
| --------------------------- | -------------------------------------- | ------------ | --------------- |
| Гончаренко Надія Василівна  | Сільський голова, 1963 року народження | 26.03.2006   | 31.10.2010      |

Примітка: таблиця складена за даними сайту Верховної Ради України

### Депутати
За результатами місцевих виборів 2010 року депутатами ради стали:

#### За суб'єктами висування
| Суб'єкт висування | Кількість обраних депутатів | %   |
| ----------------- | --------------------------- | --- |
| Самовисування     | 16                          | 100 |

#### За округами
| № округу | Прізвище, ім'я, по батькові     | Дата визнання обраним | Освіта  | Партійна приналежність                     | Відомості про обраного депутата                                                  |
| -------- | ------------------------------- | --------------------- | ------- | ------------------------------------------ | -------------------------------------------------------------------------------- |
| 1        | Левченко Оксана Миколаївна      | 01.11.2010            | вища    | позапартійна                               | Березняківський будинок культури, художній керівник                              |
| 2        | Губа Олександр Іванович         | 01.11.2010            | вища    | позапартійний                              | ДСП «Агрокомплекс» с. Березняки, завідувач фермою                                |
| 3        | Артеменко Микола Миколайович    | 01.11.2010            | вища    | позапартійний                              | ст. Шевченко Локомотивне депо                                                    |
| 4        | Онищенко Володимир Антонович    | 01.11.2010            | середня | позапартійний                              | тимчасово не працює                                                              |
| 5        | Колісніченко Олексій Вікторович | 01.11.2010            | вища    | член Народної партії                       | ПЧ-9 ст. Шевченко                                                                |
| 6        | Литвин Валентина Григорівна     | 01.11.2010            | вища    | позапартійна                               | ст. Шевченко, чергова по переїзду                                                |
| 7        | Дідківський Олег Григорович     | 01.11.2010            | вища    | член Республіканської Християнської партії | ст. Шевченко, заступник начальника воєнізованої охорони                          |
| 8        | Тарануха Андрій Миколайович     | 01.11.2010            | вища    | позапартійний                              | ст. Шевченко, оператор дефектоскопу                                              |
| 9        | Авраменко Ольга Борисівна       | 01.11.2010            | середня | позапартійна                               | Відділення зв'язку с. Березняки, начальник відділення                            |
| 10       | Тимошенко Ольга Олександрівна   | 01.11.2010            | вища    | позапартійна                               | ДСП «Агрокомплекс» с. Березняки, секретар                                        |
| 11       | Пухна Вікторія Олександрівна    | 01.11.2010            | вища    | позапартійна                               | Березняківська сільська рада (знаходиться в декретній відпустці), землевпорядник |
| 12       | Науменко Людмила Сергіївна      | 01.11.2010            | вища    | позапартійна                               | Черкаська філія ПВНЗ «Європейський університет», студент                         |
| 13       | Дудка Олександр Іванович        | 01.11.2010            | вища    | член Партії регіонів                       | пенсіонер                                                                        |
| 14       | Срібна Наталія Анатоліївна      | 01.11.2010            | вища    | член Народної партії                       | Березняківська сільська рада, секретар                                           |
| 15       | Грек Сергій Георгійович         | 01.11.2010            | вища    | позапартійний                              | Вагонне депо ст. Шевченко, провідник                                             |
| 16       | Бурдій Наталія Миколаївна       | 01.11.2010            | середня | позапартійна                               | Територіальний центр соціального обслуговування, соціальний працівник            |